# Hans-Georg Fritz
Hans-Georg Fritz (* 5. April 1932 in Frankfurt am Main) ist ein deutscher Politiker (SPD) und ehemaliger Abgeordneter des Hessischen Landtags.

## Ausbildung und Beruf
Hans-Georg Fritz machte nach der Mittleren Reife eine Schriftsetzerlehre und arbeitete mehrere Jahre als Maschinensetzer. Er trat der Gewerkschaft bei und besuchte Bildungseinrichtungen der Gewerkschaften. Seit 1960 war er freigestellter Betriebsratsvorsitzender bei der Frankfurter Rundschau und seit 1962 Erster Vorsitzender der IG Druck und Papier im Bezirk Frankfurt am Main. Gleichzeitig war er Landesvorstandsmitglied und seit 1965 Hauptvorstandsmitglied der IG Druck und Papier.
Hans-Georg Fritz  war ehrenamtlicher Landesarbeitsrichter.

## Politik
Hans-Georg Fritz ist seit 1957 Mitglied der SPD. Vom 18. Dezember 1973 (als Nachrücker für Philipp Pless) bis zum 30. November 1974 war er Mitglied des Hessischen Landtags.